# ومدلن
ومدلن (به سوئدی: Vemdalen) یک سکونتگاه مسکونی در سوئد است که در بخش هریدالن واقع شده‌است.

## خصوصیات
ومدلن ۳٫۱۹ کیلومترمربع مساحت و ۵۴۲ نفر جمعیت دارد.